# Emancipatiedag

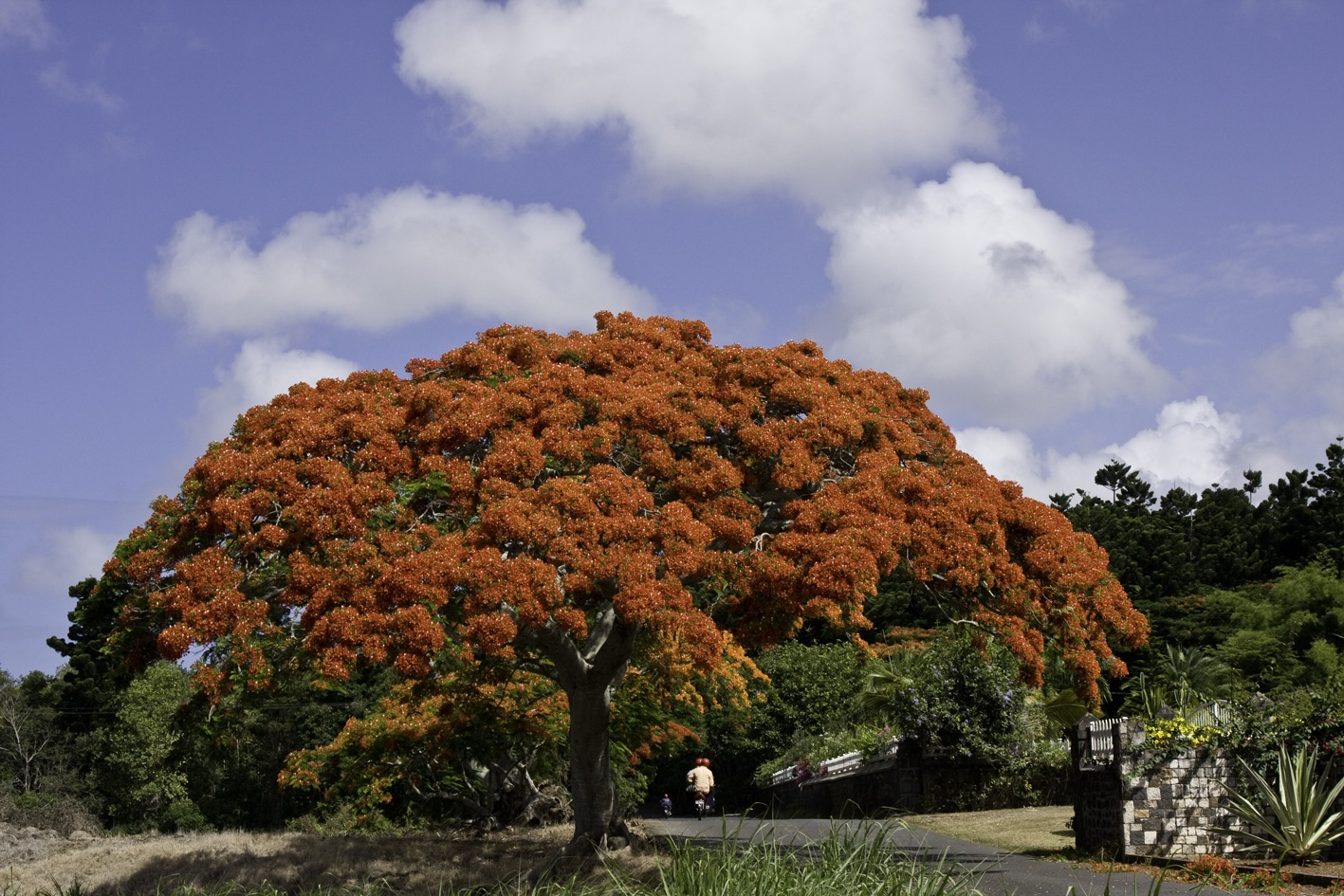
July tree (flamboyant)

Emancipatiedag of Emancipation Day is een jaarlijks terugkerende herdenkingsdag ter herinnering aan het afschaffen van de slavernij. In Suriname en Nederland wordt deze dag gevierd onder de naam Ketikoti. Op de Engelstalige Bovenwindse eilanden Saba, Sint Eustatius en Sint Maarten is Emancipation Day de gebruikelijke term. De dag valt in het Koninkrijk der Nederlanden en Suriname op 1 juli. 

## Afschaffing van slavernij
Op 1 juli 1863 werd in de Nederlandse koloniën Suriname en Curaçao en onderhorigheden (Aruba, Bonaire, Curaçao, Sint Eustatius, Sint Maarten en Saba) de slavernij afgeschaft. In Nederland zelf bestond geen slavernij. Op Sint Maarten bestond de facto sinds 1848 geen slavernij meer. Op 28 mei van dat jaar schafte Frankrijk de slavernij af in haar koloniën waaronder het Franse deel van Sint Maarten. Door werkstakingen en geslaagde vluchtpogingen van slaafgemaakten naar het Franse deel van het eiland, zag de gezaghebber van Sint Maarten zich gedwongen in een proces-verbaal vast te leggen dat zij voortaan als vrije personen behandeld zouden worden en er arbeidscontracten met hen zouden worden afgesloten. De Koloniale Raad ging hiermee op 3 juni akkoord en de slaafgemaakten werden op 7 juni via een proclamatie op de hoogte gebracht. Alejandro Felippe Paula beschrijft in zijn proefschrift Vrije slaven hoe de slaafgemaakten tot aan de officiële afschaffing van de slavernij in 1863 in een dualistische situatie verkeerden tussen slaaf en vrij.
Op Sint Eustatius leidden de ontwikkelingen op Sint Maarten in 1848 tot een opstand onder de vrije en slaafgemaakte bevolking die met geweld werd neergeslagen door de burgerwacht. Hierbij vielen vier tot twaalf doden. Tot 1863 bleef het onrustig.

## Emancipatiedag op de Bovenwinden
Op Sint Maarten en Sint Eustatius wordt sinds jaar en dag Emancipation Day gevierd. Veel huizen en hekken worden op die dag traditiegetrouw versierd met takken van de bloeiende July tree (flamboyant). Op Saba werd Emancipation Day in 2021 voor het eerst gevierd met als een van de activiteiten het oplezen van 200 namen van de in totaal 730 vrijgemaakten Op Sint Maarten werden 2251 mensen vrijgemaakt en op Sint Eustatius 1138. Op Sint Eustatius is Emancipation Day in 2022 voor het eerst een officiële vrije dag.

## Emancipatiedag in andere landen
- Anguilla - de eerste dag van 'August Week'
- Antigua en Barbuda - de eerste maandag en dinsdag in augustus
- Bahama's - 1 augustus en enkele dagen erna
- Barbados - 1 augustus
- Belize (land) - 1 augustus
- Bermuda - de donderdag voor de eerste maandag in augustus
- Brazilië - 13 mei
- Britse Maagdeneilanden - de eerste maandag, dinsdag en woensdag van augustus ('August Festival').
- Canada - 1 augustus
- Dominica - de eerste maandag van augustus ('August Monday')
- Frans-Guyana - 10 juni
- Grenada - de eerste maandag van augustus
- Guadeloupe - 27 mei
- Guyana - 1 augustus
- Jamaica - 1 augustus
- Martinique - 22 mei
- Nicaragua - 27 augustus (op Corn Islands)
- Panama - 1 augustus
- Saint Kitts en Nevis - de eerste maandag en dinsdag van augustus
- Saint Martin - 27 mei
- Saint Vincent en de Grenadines - de eerste maandag van augustus ('August Monday')
- Trinidad en Tobago - 1 augustus
- Verenigde Staten van Amerika - 19 juni: Juneteenth, NB: Afzonderlijke staten hanteren soms een andere datum.
  - Puerto Rico - 22 maart
  - Amerikaanse Maagdeneilanden - 3 juli
- Zuid-Afrika - 1 december

## Staatstoezicht
In verschillende landen werd na het wettelijk afschaffen van de slavernij een periode van staatstoezicht ingesteld (in het Engels 'apprenticeship'). In Suriname was deze periode van staatstoezicht tien jaar; in veel voormalig Britse koloniën vier jaar. De vrijgemaakte slaven werden verplicht deze jaren op basis van jaarcontracten in hun district te blijven werken.  